# San Pablo de Atenas
San Pablo de Atenas ist eine Ortschaft und eine Parroquia rural („ländliches Kirchspiel“) im Kanton San Miguel de Bolívar der ecuadorianischen Provinz Bolívar. Die Parroquia besitzt eine Fläche von 76,50 km². Die Einwohnerzahl lag im Jahr 2010 bei 5489. Die Bevölkerung besteht zu etwa 90 Prozent aus Mestizen sowie zu 8 Prozent aus Indigenen.

## Lage
Die Parroquia San Pablo de Atenas liegt im Westen der Cordillera Occidental. Entlang der östlichen Verwaltungsgrenze verläuft ein bis zu 3263 m hoher Gebirgskamm. Der Oberlauf des Río Changuil durchquert das Gebiet in südlicher Richtung und entwässert es dabei. Der etwa 2350 m hoch gelegene Hauptort befindet sich 12 km südsüdwestlich vom Kantonshauptort San Miguel. Die Fernstraße E491 (Montalvo–San Miguel) führt an San Pablo de Atenas vorbei.
Die Parroquia San Pablo de Atenas grenzt im Norden und im Osten an die Parroquia San Miguel, im Süden an die Parroquia Chillanes (Kanton Chillanes) sowie im Westen an die Parroquias Bilován und Balsapamba.

## Geschichte
Die Parroquia San Pablo de Atenas wurde am 11. Januar 1879 gegründet.